# Vedat Muriqi
Vedat Muriqi (Prizren, Kosovo y Metojia, República Federal de Yugoslavia, 24 de abril de 1994) es un futbolista kosovar que juega de delantero en el R. C. D. Mallorca de la Primera División de España.

## Trayectoria
Después de varias campañas en el fútbol turco, la última de ellas en el Fenerbahçe S. K., con más de doscientos partidos y setenta goles, fichó por la S. S. Lazio el 15 de septiembre de 2020.
El 31 de enero de 2022 el equipo italiano lo cedió al R. C. D. Mallorca hasta el final de la temporada. Debutó dos días después en el partido de cuartos de final de la Copa del Rey en el que quedaron eliminados por el Rayo Vallecano tras perder por un gol a cero. Se convirtió en una pieza clave para la salvación del equipo, siendo galardonado con el premio al mejor jugador del mes de mayo de la Primera División. Acabó la temporada disputando diecisiete partidos en los que anotó cinco goles y dio tres asistencias. En el mes de julio volvió al conjunto balear después de que ambos clubes llegaran a un acuerdo para su traspaso.

## Selección nacional
Es internacional con la selección de Kosovo. Tras jugar con la selección sub-21 de Kosovo, y tras tener la nacionalidad albanesa por sus padres albaneses, jugó con la sub-21 de Albania. Finalmente el 9 de octubre de 2016 debutó con la selección absoluta de Kosovo en un partido de clasificación para la Copa Mundial de Fútbol de 2018 contra Ucrania que finalizó con un resultado de 3-0 a favor del combinado ucraniano tras los goles de Artem Kravets, Andriy Yarmolenko y de Ruslan Rotan. Su primer gol como internacional absoluto lo anotó el 13 de noviembre de 2017, en un partido amistoso contra Letonia.

### Goles internacionales
| #  | Fecha                    | Estadio                                             | Oponente          | Gol | Resultado | Competición                            |
| -- | ------------------------ | --------------------------------------------------- | ----------------- | --- | --------- | -------------------------------------- |
| 1  | 13 de noviembre de 2017  | Estadio Olímpico Adem Jashari, Mitrovica, Kosovo    | Letonia           | 2-2 | 4-3       | Amistoso                               |
| 2  | 27 de marzo de 2018      | Stade Municipal Jean Rolland, Franconville, Francia | Burkina Faso      | 0-1 | 0-2       | Amistoso                               |
| 3  | 11 de octubre de 2018    | Estadio Fadil Vokrri, Pristina, Kosovo              | Malta             | 2-1 | 3-1       | Liga de Naciones de la UEFA 2018-19    |
| 4  | 17 de noviembre de 2018  | Estadio Nacional, Ta' Qali, Malta                   | Malta             | 0-1 | 0-5       | Liga de Naciones de la UEFA 2018-19    |
| 5  | 10 de junio de 2019      | Estadio Nacional Vasil Levski, Sofía, Bulgaria      | Bulgaria          | 2-2 | 2-3       | Clasificación para la Eurocopa de 2020 |
| 6  | 7 de septiembre de 2019  | Estadio Fadil Vokrri, Pristina, Kosovo              | República Checa   | 1-1 | 2-1       | Clasificación para la Eurocopa de 2020 |
| 7  | 10 de septiembre de 2019 | St Mary's Stadium, Southampton, Inglaterra          | Inglaterra        | 5-3 | 5-3       | Clasificación para la Eurocopa de 2020 |
| 8  | 14 de octubre de 2019    | Estadio Fadil Vokrri, Pristina, Kosovo              | Montenegro        | 2-0 | 2-0       | Clasificación para la Eurocopa de 2020 |
| 9  | 11 de noviembre de 2020  | Elbasan Arena, Elbasan, Albania                     | Albania           | 2-1 | 2-1       | Amistoso                               |
| 10 | 15 de noviembre de 2020  | Estadio Stožice, Ljubljana, Eslovenia               | Eslovenia         | 0-1 | 2-1       | Liga de Naciones de la UEFA 2020-21    |
| 11 | 24 de marzo de 2021      | Estadio Fadil Vokrri, Pristina, Kosovo              | Lituania          | 2-0 | 4-0       | Amistoso                               |
| 12 | 1 de junio de 2021       | Estadio Fadil Vokrri, Pristina, Kosovo              | San Marino        | 1-0 | 4-1       | Amistoso                               |
| 13 | 1 de junio de 2021       | Estadio Fadil Vokrri, Pristina, Kosovo              | San Marino        | 2-0 | 4-1       | Amistoso                               |
| 14 | 1 de junio de 2021       | Estadio Fadil Vokrri, Pristina, Kosovo              | San Marino        | 3-0 | 4-1       | Amistoso                               |
| 15 | 1 de junio de 2021       | Estadio Fadil Vokrri, Pristina, Kosovo              | San Marino        | 4-0 | 4-1       | Amistoso                               |
| 16 | 2 de septiembre de 2021  | Estadio Batumi, Batumi, Georgia                     | Georgia           | 0-1 | 0-1       | Clasificación para el Mundial 2022     |
| 17 | 5 de septiembre de 2021  | Estadio Fadil Vokrri, Pristina, Kosovo              | Grecia            | 1-1 | 1-1       | Clasificación para el Mundial 2022     |
| 18 | 12 de octubre de 2021    | Estadio Fadil Vokrri, Pristina, Kosovo              | Georgia           | 1-1 | 1-2       | Clasificación para el Mundial 2022     |
| 19 | 9 de junio de 2022       | Estadio Fadil Vokrri, Pristina, Kosovo              | Irlanda del Norte | 1-0 | 3-2       | Liga de Naciones de la UEFA 2022-23    |
| 20 | 9 de junio de 2022       | Estadio Fadil Vokrri, Pristina, Kosovo              | Irlanda del Norte | 3-1 | 3-2       | Liga de Naciones de la UEFA 2022-23    |
| 21 | 24 de septiembre de 2022 | Windsor Park, Belfast, Irlanda del Norte            | Irlanda del Norte | 0-1 | 2-1       | Liga de Naciones de la UEFA 2022-23    |
| 22 | 27 de septiembre de 2022 | Estadio Fadil Vokrri, Pristina, Kosovo              | Chipre            | 4-0 | 5-1       | Liga de Naciones de la UEFA 2022-23    |
| 23 | 27 de septiembre de 2022 | Estadio Fadil Vokrri, Pristina, Kosovo              | Chipre            | 5-1 | 5-1       | Liga de Naciones de la UEFA 2022-23    |
| 24 | 19 de junio de 2023      | Estadio Ferenc Szusza, Budapest, Hungría            | Bielorrusia       | 2-1 | 2-1       | Clasificación para la Eurocopa 2024    |
| 25 | 9 de septiembre de 2023  | Estadio Fadil Vokrri, Pristina, Kosovo              | Suiza             | 1-1 | 2-2       | Clasificación para la Eurocopa 2024    |
| 26 | 9 de septiembre de 2023  | Estadio Fadil Vokrri, Pristina, Kosovo              | Suiza             | 2-2 | 2-2       | Clasificación para la Eurocopa 2024    |
| 27 | 9 de septiembre de 2024  | AEK Arena - Georgios Karapatakis, Lárnaca, Chipre   | Chipre            | 0-1 | 0-4       | Liga de Naciones de la UEFA 2024-25    |
| 28 | 9 de septiembre de 2024  | AEK Arena - Georgios Karapatakis, Lárnaca, Chipre   | Chipre            | 0-2 | 0-4       | Liga de Naciones de la UEFA 2024-25    |
| 29 | 23 de marzo de 2025      | Estadio Enrique Roca de Murcia, Murcia, España      | Islandia          | 1-1 | 1-3       | Liga de Naciones de la UEFA 2024-25    |
| 30 | 23 de marzo de 2025      | Estadio Enrique Roca de Murcia, Murcia, España      | Islandia          | 1-2 | 1-3       | Liga de Naciones de la UEFA 2024-25    |
| 31 | 23 de marzo de 2025      | Estadio Enrique Roca de Murcia, Murcia, España      | Islandia          | 1-3 | 1-3       | Liga de Naciones de la UEFA 2024-25    |

## Clubes
| Club                 | País    | Año       | Partidos | Goles |
| -------------------- | ------- | --------- | -------- | ----- |
| K. F. Liria          | Kosovo  | 2010-2013 | 10       | 3     |
| K. F. Teuta Durrës   | Albania | 2013-2014 | 23       | 3     |
| Besa Kavajë (cedido) | Albania | 2014      | 13       | 3     |
| Giresunspor          | Turquía | 2014-2016 | 69       | 23    |
| Gençlerbirliği S. K. | Turquía | 2016-2018 | 55       | 10    |
| Çaykur Rizespor      | Turquía | 2018-2019 | 52       | 26    |
| Fenerbahçe S. K.     | Turquía | 2019-2020 | 36       | 17    |
| S. S. Lazio          | Italia  | 2020-2022 | 49       | 2     |
| R. C. D. Mallorca    | España  | 2022-     | 118      | 35    |

## Palmarés

### Campeonatos nacionales
| Título               | Club            | País    | Año  |
| -------------------- | --------------- | ------- | ---- |
| TFF Primera División | Çaykur Rizespor | Turquía | 2018 |

### Distinciones individuales
| Distinción                                                     | Año  |
| -------------------------------------------------------------- | ---- |
| Mejor jugador del mes de mayo de la Primera División de España | 2022 |